# Astronomia optyczna
Astronomia optyczna – dział astronomii obserwacyjnej badający promieniowanie elektromagnetyczne w zakresie światła widzialnego oraz pobliskich zakresów widma elektromagnetycznego – podczerwieni i ultrafioletu, docierające od ciał niebieskich. Obecnie obiektami badań astronomii optycznej są planety Układu Słonecznego, księżyce, planetoidy, gwiazdy, gromady gwiazd, mgławice i całe Galaktyki. Współczesne teleskopy nie są jeszcze w stanie obserwować (poza nielicznymi wyjątkami) planet pozasłonecznych, planowane są jednak urządzenia oraz misje kosmiczne, mające na celu takie badania (E-ELT, Terrestrial Planet Finder). Astronomia optyczna posługuje się kilkoma zasadniczymi metodami obserwacji:
- obrazowaniem – przy użyciu fotografii klasycznej lub cyfrowej, gdzie tworzony jest dwuwymiarowy obraz badanego obiektu.
- spektroskopią – gdzie badany jest rozkład częstości w widmie promieniowania badanego ciała.
- fotometrią – zajmującą się pomiarami jasności oraz jej zmian obserwowanego obiektu
- polarymetrią – badającą rozkład i zmiany kierunku drgań (polaryzację) fali elektromagnetycznej docierającej od badanego ciała